# Сепеевский сельский округ
Сепе́евский се́льский окру́г (каз. Сепе ауылдық округі) — административная единица в составе Атбасарского района Акмолинской области Республики Казахстан.
Административный центр — село Сепе.

## География
Сельский округ расположен в южной части Атбасарского района, граничит:
- на востоке с Егиндыкольским районом,
- на севере и западе с Шункыркольским сельским округом,
- на юге с Нуринском районом Карагадинской областью.

Через территорию сельского округа проходит автодорога областного значения — КС-7 «Сочинское — Атбасар».

## История
В 1989 году на территории нынешнего сельского округа существовали два административно-территориальных единиц Атбасарского района: 
- Красномаякский сельсовет (сёла Красный Маяк, Теренсай);
- Южный сельсовет (сёла Ладыженка, Ладыженский хлебоприёмный пункт).

В периоде 1991—1998 годов: 
- оба сельсовета были преобразованы в сельские округа;
- село Красный Маяк и Красномаякский сельский округ были переименованы в село Сепе и Сепеевский сельский округ;
- село Теренсай Красномаякского сельского округа было упразднено, Ладыженский хлебоприёмный пункт был включен в состав села Ладыженка.

Совместным решением Акмолинского областного маслихата, акима Акмолинской области от 6 июля 2001 года № С-10-9 «О переименовании сельского округа и населенных пунктов Атбасарского и Зерендинского районов» (зарегистрированное Управлением юстиции Акмолинской области 15 августа 2001 года № 710):  
- село Ладыженка было переименовано в село Тлекей;
- Южный сельский округ в — Тлекейский сельский округ соответственно.

Совместным решением Акмолинского областного маслихата, акима Акмолинской области от 22 октября 2003 года № 3С-1-20 «О переименовании села Тлекей и Тлекейского сельского округа» (зарегистрированное Управлением юстиции Акмолинской области 30 октября 2003 года № 2081):  
- село Тлекей, Тлекейский сельский округ были переименованы (село было преобразовано) в — аул Есенгельды, Есенгельдинский сельский округ.

Постановлением акимата Акмолинской области от 13 декабря 2013 года № А-11/556 и решением Акмолинского областного маслихата от 13 декабря 2013 года № 5С-20-10 «Об изменении административно-территориального устройства Акмолинской области» (зарегистрированное Департаментом юстиции Акмолинской области 21 января 2014 года № 3976):
- были преобразованы сельские округа Сепеевский, Есенгельдинский в — сёла Сепе и Есенгельды соответственно.

Постановлением акимата Акмолинской области от 25 октября 2019 года № А-11/506 и решением Акмолинского областного маслихата от 25 октября 2019 года № 6С-38-7 «Об изменении административно-территориального устройства Атбасарского района Акмолинской области» (зарегистрированное Департаментом юстиции Акмолинской области 1 ноября 2019 года № 7464): 
- была образована административно-территориальная единица (3-го уровня) — «Сепеевский сельский округ», в границах административно-территориальных единиц «Село Есенгельды» и «Село Сепе», общей площадью 182 198 гектар (1 821,98 км²);
- административным центром новообразованного сельского округа был определён село Сепе.

## Население
| Численность населения | Численность населения | Численность населения |
| 1989                  | 1999                  | 2009                  |
| --------------------- | --------------------- | --------------------- |
| 1266                  | ↘679                  | ↘494                  |

Национальный состав
Национальный состав сельского округа на начало 2021 года:
| Народ    | Численность, чел. | Доля от всего населения, % |
| -------- | ----------------- | -------------------------- |
| казахи   | 587               | 58,70 %                    |
| русские  | 192               | 19,20 %                    |
| украинцы | 97                | 9,70 %                     |
| немцы    | 42                | 4,20 %                     |
| татары   | 28                | 2,80 %                     |
| белорусы | 15                | 1,50 %                     |
| другие   | 39                | 3,90 %                     |
| всего    | 1 000             | 100,00 %                   |

## Состав
| № | Населённый пункт                | Тип населённого пункта       | Население, 1989 | Население, 1999 | Население, 2009 |
| - | ------------------------------- | ---------------------------- | --------------- | --------------- | --------------- |
| 1 | Есенгельды                      | аул                          | 1 870           | 1 336           | 806             |
| 2 | Ладыженский хлебоприемный пункт | село, упразднено             | 94              | -               | -               |
| 3 | Сепе                            | село, административный центр | 1 218           | 679             | 494             |
| 4 | Теренсай                        | село (бывшее)                | 48              | -               | -               |

## Экономика[8]
Предпринимательство
В сельском округе функционирует 3 ТОО сельскохозяйственного направления (ТОО «Сепе-1», «Сепе-2012» и « Тiлекей -Агро»), занимающиеся растениеводством и частично разведением скота. Крестьянских хозяйств и индивидуальных предпринимателей, занимающихся растениеводством и животноводством 31 единица, индивидуальных предпринимателей в сфере торговли — 5 единиц.
Основное направление развития экономики сельского округа — сельское хозяйство: растениеводство и животноводство.
Сельское хозяйство
Общая площадь административно подчинённой сельскому округу территории — 1859,46 км². Из них пашни — 568,89 км² (30,59 %) (ТОО «Сепе-2012» — 235,08 км², «Тiлекей-Агро» — 240,90 км², крестьянские хозяйства — 92,91 км²), пастбищ — 809,31 км² (43,52 %) («Сепе-2012» — 668,62 км², «Тiлекей-Агро» — 130,78 км², крестьянские хозяйства — 9,91 км²), сенокосные угодья — 41,56 км² (2,24 %) («Сепе-2012» — 41,42 км², крестьянские хозяйства — 0,14 км²).
Посевная площадь зерновых культур — 505,89 км², в том числе пшеница — 462,28 км² (91,38 %), ячмень — 42,11 км² (8,32 %), овес — 1,50 км² (0,30 %).
Из хозяйствующих субъектов в ТОО «Сепе-2012» поголовье крупного рогатого скота составляет 760 голов, овец — 1 453 голов, лошадей — 100 голов. В к/х и ИП количество животных составляет: КРС — 101 голов, овец — 96 голов, лошадей — 48 голов, свиней — 80 голов. Численность сельхозживотных частного сектора округа на 1 января 2021 года составляет: КРС — 2 028 голов, в том числе коров — 1 142 голов, овец и коз — 4 102 голов, свиней — 364 голов, лошадей — 1 104 голов, птица  — 5 462 штук.

## Инфраструктура[8]
Количество действующих предприятий и учреждений — 46 единиц, в том числе государственных — 7 (ГУ «Аппарат акима Сепеевского сельского округа», 2 средние школы с мини-центром, 2 библиотеки, 2 мед.пункта);
Частных — 39 (ТОО — 3, к/х и ИП в сельском хозяйстве — 31, ИП в торговле — 5).
Образование
На территории сельского округа функционируют две школы — Сепеевская средняя школа (мини-центр «Айналайын») и Есенгельдинская средняя школа (мини-центр «Ак бота»).
Здравоохранение
В округе функционируют два медицинских пункта: в селе Сепе и ауле Есенгельды соответственно.
Культура
Культурный досуг жителей сельского округа обеспечивает библиотека, школа, культорганизатор села Сепе, заведующая домом культуры аула Есенгельды.
В селе массовым спортом охвачено более 25 % населения. В округе имеется 3 спортивных сооружения — спортивный зал, футбольное поле, спортивная площадка, расположенная на территории школы, в зимнее время заливается хоккейный корт.

## Местное самоуправление
Аппарат акима Сепеевского сельского округа — село Сепе, улица Орталык, 9.
- Аким сельского округа — Тасимов Мейрам Жагипарович[1].